# Mägiste
Mägiste – wieś położona w estońskiej gminie Otepää.
Według spisu ludności z 2021 roku wieś Mägiste miała 24 mieszkańców.

## Transport
We wsi znajduje się przystanek kolejowy, który jest na linii Tartu - Valga.